# Missões diplomáticas dos Estados Federados da Micronésia

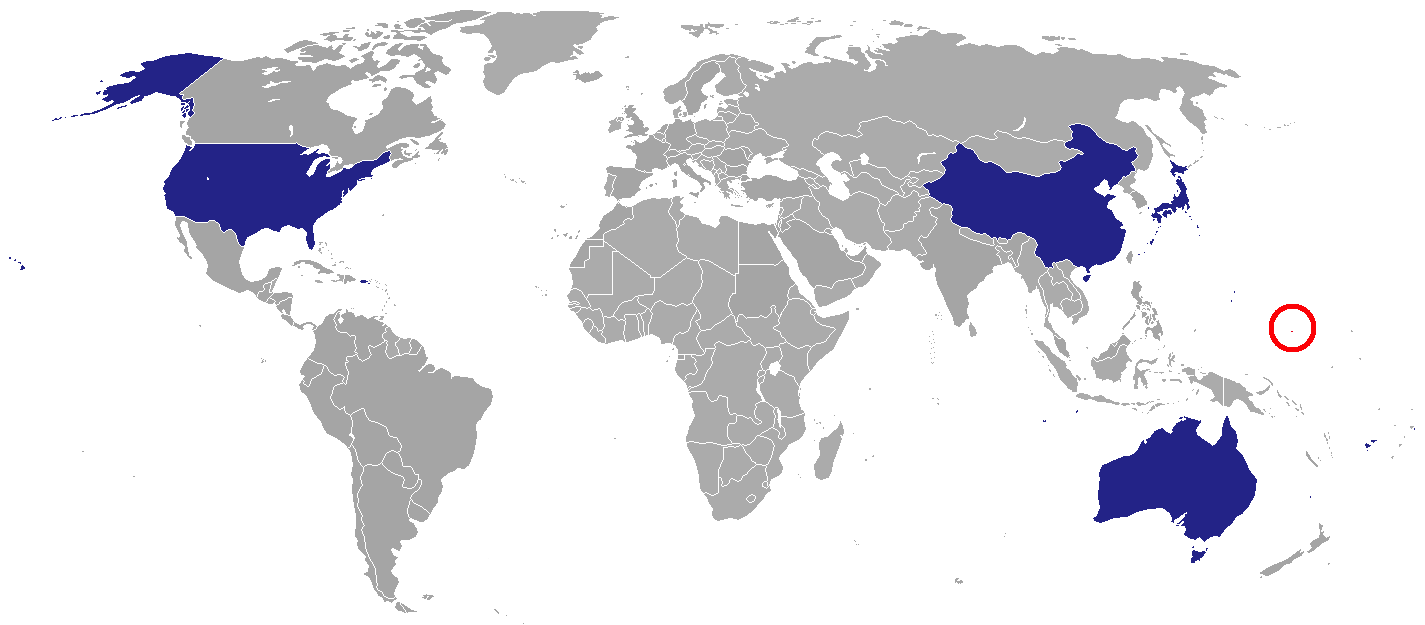
Missões diplomáticas dos Estados Federados da Micronésia

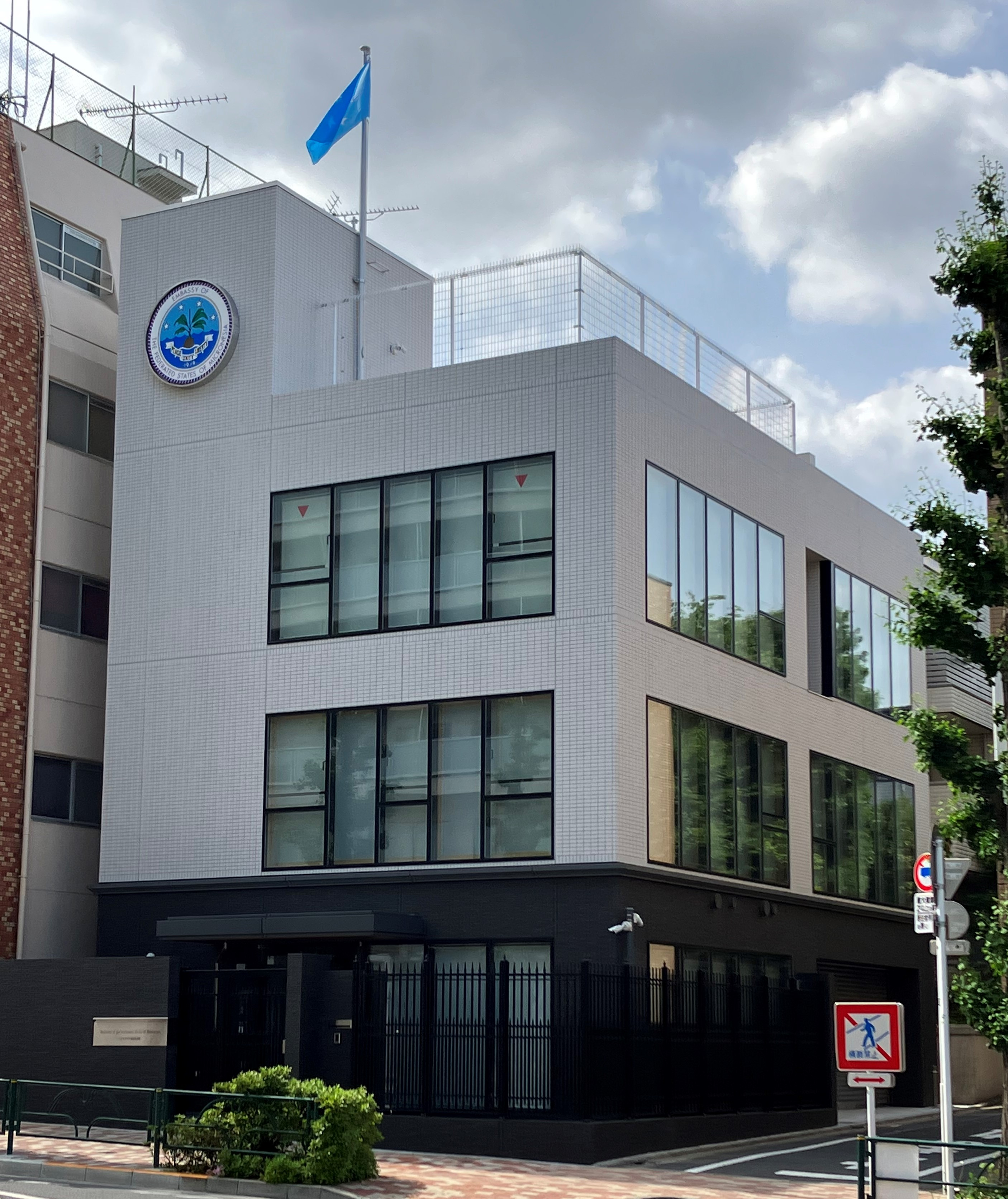
Embaixada dos Estados Federados da Micronésia em Tóquio

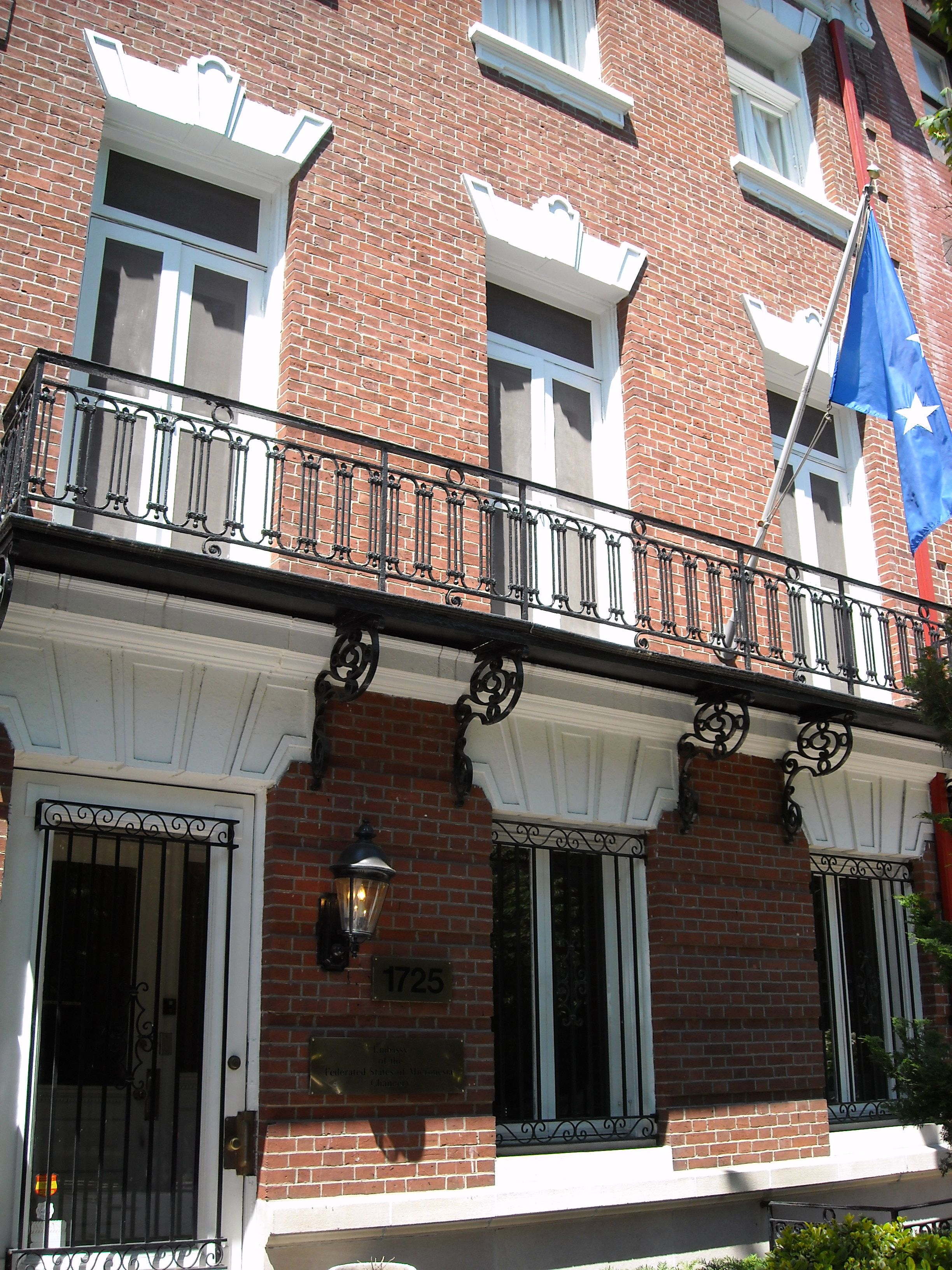
Embaixada dos Estados Federados da Micronésia em Washington, DC

Abaixo estão listadas as embaixadas e consulados dos Estados Federados da Micronésia:

## América
- Estados Unidos
  - Washington DC (Embaixada)
  - Honolulu (Consulado-Geral)
  - Tamuning, Guam (Consulado-Geral)

## Ásia
- China
  - Pequim (Embaixada)
- Japão
  - Tóquio (Embaixada)

## Oceania
- Fiji
  - Suva (Embaixada)

## Organizações multilaterais
- Nova Iorque (Missão ante as Nações Unidas)